# Interactive Disassembler
Interactive Disassembler (znany powszechnie jako IDA) – program wyprodukowany przez firmę Hex-Rays, który umożliwia deasemblację innych programów działających w systemie Linux, OS X lub Windows. Program najczęściej wykorzystywany jest w ramach inżynierii odwrotnej (także w crackingu oprogramowania). Interactive Disassembler ma otwartą architekturę, więc może być rozszerzony przez produkty firmy trzecich. Firma Hex-Rays wyprodukowała dekompilator nazwany Hex-Rays Decompiler, który jest przykładem takiego rozszerzenia.